# Liesl Karlstadt
Liesl Karlstadt, född Elisabeth Wellano 12 december 1892 i München, död 27 juni 1960 i Garmisch-Partenkirchen, var en tysk komiker och skådespelare. Hon var partner med den kände bayerske komikern Karl Valentin.

## Filmografi, urval
- 1933 – Vad hände i natt?
- 1950 – Tvillingarnas hemlighet
- 1952 – Även i de bästa familjer
- 1953 – Så länge du är min
- 1956 – Flykten västerut
- 1957 – Ett äventyr i Salzburg
- 1958 – Bedårande barn av sin tid